# Isa Holm
Isa Holm (født Isa Møller Sørensen 16. april 1945) er en dansk skuespiller.
Hun blev uddannet fra Skuespillerskolen ved Odense Teater i 1972 og fik efterfølgende roller på Odense Teater, Aarhus Teater, Det Kongelige Teater, Det Danske Teater, Rialto Teatret og Gladsaxe Teater.

## Filmografi
- Stormvarsel (1968)
- Det kære legetøj (1968)
- Sonja - 16 år (1969)
- Det forsømte forår (1993)
- To mand i en sofa (1994)
- Dybt vand (1999)

### Tv-serier
- Ugeavisen (1990-1991)
- Charlot og Charlotte (1996)
- Rejseholdet (2000-2003)
- Nikolaj og Julie (2002-2003)